# Anaea pasibula
Anaea pasibula är en fjärilsart som beskrevs av Doubleday 1849. Anaea pasibula ingår i släktet Anaea och familjen praktfjärilar. Inga underarter finns listade i Catalogue of Life.